# Wägital

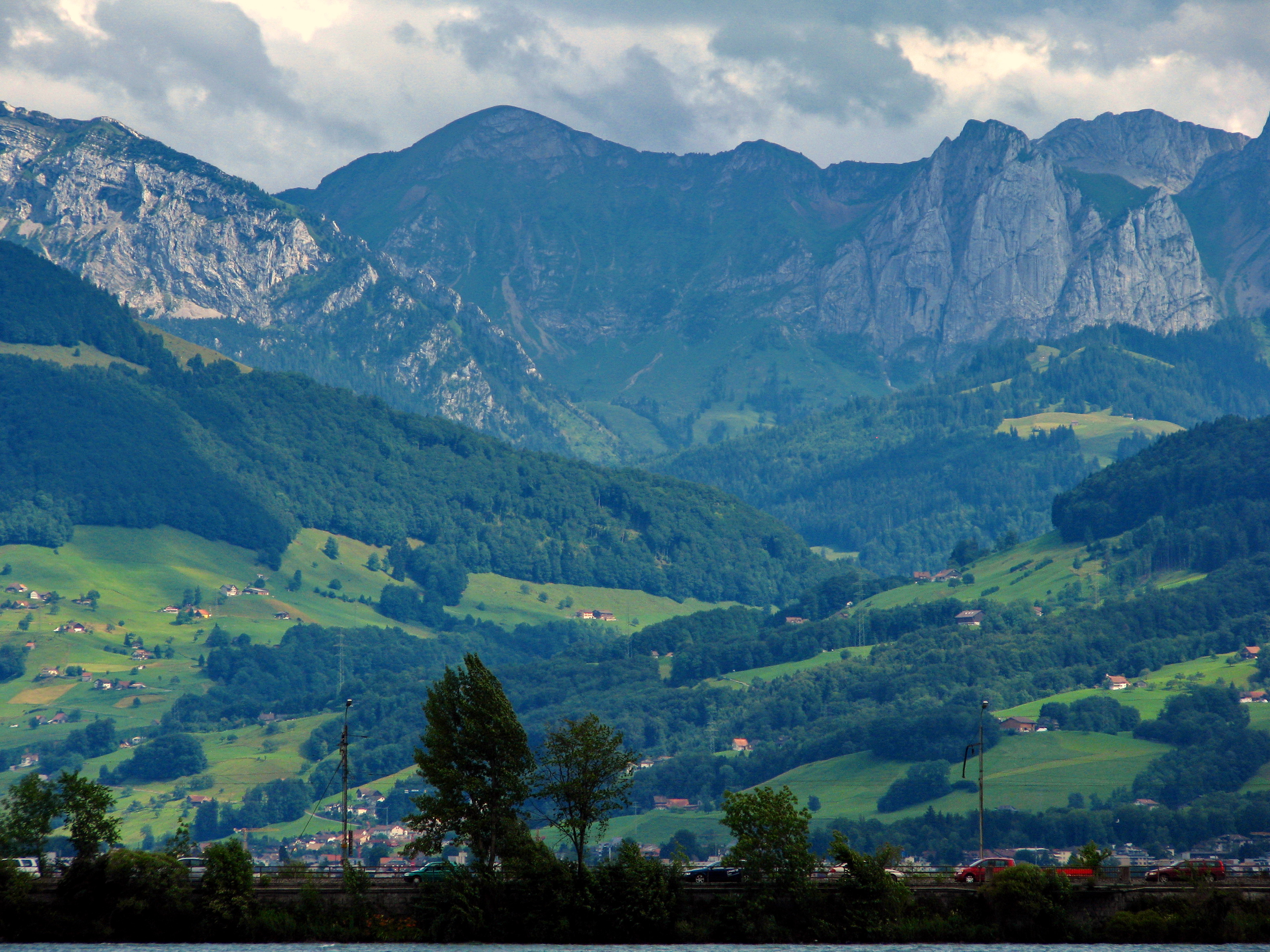
Wägital, Ansicht vom Zürichsee, im Vordergrund der Seedamm von Rapperswil

Das Wägital (/ˈwægitaːɫ/) ist eine Talschaft im Bezirk March bzw. in den Alpen des Schweizer Kantons Schwyz. Es erstreckt sich von Siebnen Richtung Süden bis zum Fuss der Schwalbenchöpf (1670 m ü. M.), wo man über den Schwialppass entweder südwestwärts weiter Richtung Pragelpass oder ostwärts nach Richisau ans Ende des Klöntals gelangt. Die einzigen zwei Ortschaften sind Innerthal und Vorderthal. Im Wägital liegt der Wägitalersee, der ab dem 19. Juli 1924 zur Stromgewinnung gestaut wurde.

## Wirtschaft, Verkehr

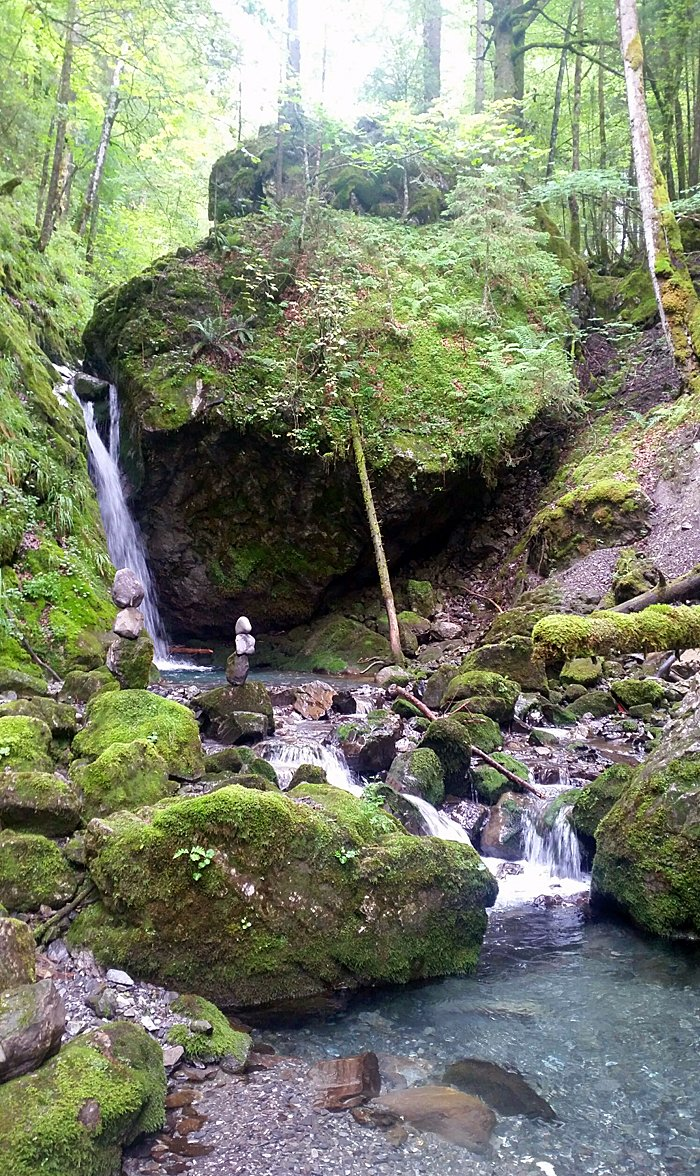
Der Aberenbach am Ende des Wägitalersees

Bau der Staumauer in den 1920er Jahren

Durch den Bau der 1924 vollendeten Staumauer musste das ursprüngliche Dorf Innerthal aufgegeben werden. Die Kirche des Ortes wurde gesprengt und wieder weiter oben neu errichtet. Innerthal blieb aber eine eigenständige Gemeinde. Konzessionäre des Kraftwerkes sind die Nordostschweizerische Kraftwerke AG und das Elektrizitätswerk der Stadt Zürich mit je 50 %.
Bei der Staumauer steht auf der rechten Seite des Wägitalersees das Gasthaus «Stausee». Dort endet die öffentliche Buslinie, die das Wägital mit Siebnen, Tuggen und Uznach verbindet. Konzessionär ist der Schweizerische Postautodienst mit seinem Regionalzentrum Linth-Schwyz-Glarus, der den Transportauftrag an Xaver Kistler in Reichenburg vergibt.

## Tourismus
Weitere wichtige Erwerbszweige sind das Kleingewerbe, die Land- und die Alpwirtschaft. Die Gegend ist auch touristisch interessant, vor allem wegen der Berge und des Sees. Es stehen mehrere Bergtouren, Wander- sowie Kletterrouten zur Verfügung. Der Wägitalersee ist bekannt als guter Anglersee, der jedes Wochenende hunderte von Fischern anlockt. Am Ende des Sees befindet sich rechtsufrig das so genannte "Hundloch", auch als "Hundlochquelle" bekannt. Sie liegt wenige Schritte unterhalb der Strasse. Das Wasser hier tritt von unten her aus dem Schrattenkalk in ein Felsbecken, von wo es sich in den See ergiesst. Das Hundloch ist beliebt bei Tauchern.

## Literatur

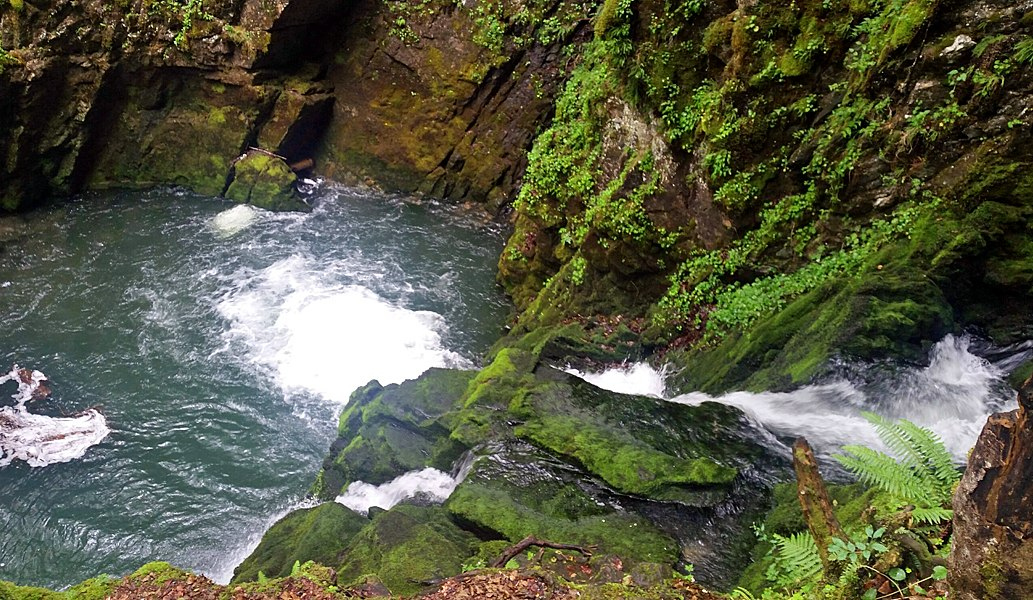
Das Hundloch am Wägitalersee